# Козлов Костянтин Павлович
Козлов Костянтин Павлович (нар. 1 серпня 1972, Київ) — український вчений-токсиколог, кандидат біологічних наук, дослідник історії Києва та міського електротранспорту Києва і України. За основним фахом хімік, еколог.

## Біографічні відомості
Кость Козлов народився у місті Києві. 1994 року закінчив хімічний факультет Київського університету імені Тараса Шевченка, паралельно навчаючись у Києво-Могилянській академії (економічна теорія, закінчив в 1997 році). Потім навчався за магістерською програмою в Центрально-Європейському університеті (Будапешт, закінчив 1999 р.).
Працює науковим співробітником лабораторії промислової токсикології Інституту медицини праці АМН України. Учень академіка Ісаака Трахтенберга.

## Наукові праці та інший доробок
Костянтин Козлов — автор і співавтор монографій і посібників, у тому числі «Нариси вікової токсикології» (2005); «Профілактична токсикологія та медична екологія: вибрані лекції для науковців, лікарів та студентів» (2010) та ін., а також декількох десятків наукових праць з медицини праці та токсикології.
Також Костянтин Козлов — автор досліджень з історії міського електричного транспорту Києва та України. Він автор 3 книжок, декількох статей з історії міського транспорту та 2 комплектів інформаційних листівок до ювілеїв тролейбусного (70 років) та автобусного (80 років) руху у Києві (обидва — 2005).

## Друковані праці
- Київський тролейбус / К. П. Козлов, С. В. Машкевич. — К. : Кий, 2009. — 608 с., фотогр., рис., табл. — Альтернативна назва: Kiev trolleybus / Kozlov, K., Mashkevich, S. — ISBN 978-966-8825-58-3. (укр.)(англ.)
- Електротранспорт України: Енциклопедичний путівник / Сергій Тархов, Кость Козлов, Ааре Оландер. — Київ: Сидоренко В. Б., 2010. — 912 с.: іл., схеми. — ISBN 978-966-2321-11-1.
- Київський метрополітен: хронологія, події, факти / Кость Козлов. — К.: Сидоренко Б. В., 2011. — 255 с. — ISBN 978-966-2321-17-3.